# Florestina purpurea
Florestina purpurea là một loài thực vật có hoa trong họ Cúc. Loài này được (Brandegee) Rydb. mô tả khoa học đầu tiên năm 1914.